# Idioma rapanui
El rapanui és la llengua que parla el poble rapanui a l'Illa de Pasqua (Xile), i és part del grup de les llengües polinèsies orientals, juntament amb el hawaià, el mangarevà, el maori, el marquesà, el rarotongà, el tahitià i el tuamotà. La seva estructura fonètica és típicament polinèsia, amb cinc fonemes vocàlics i un nombre reduït de consonants. Morfològicament és molt semblant al marquesà, mentre que la seva fonologia és molt més semblant a la del maori. Actualment és cooficial juntament amb el castellà a l'Illa de Pasqua.
Històricament els primers manlleus van ser del francès i de l'anglès, a partir del segle xviii, a causa del contacte amb els baleners i altres navilis europeus i americans. A partir de la segona meitat del segle xix, s'observa la penetració de lèxic tahitià, atès que aquesta llengua era emprada pels catequistes missioners i per la repoblació de l'illa amb tahitians i marquesans després de la baixada demogràfica dels anys 1860-1870, deguda a l'activitat d'esclavistes peruans i a malalties contagioses. També és important la presència de manlleus de l'hebreu i del llatí, utilitzats pels catequistes per a traduir termes eclesiàstics i litúrgics. El 1888 l'illa va ser annexionada a Xile i, com a conseqüència, va començar la influència del castellà.
Hi ha prop de 2.500 parlants de rapanui, 2.000 a la pròpia illa i la resta a Xile ("continental") i a altres parts del món. És un idioma en regressió fins fa poc de temps, en l'actualitat hi ha una comissió d'estructuració de la llengua rapanui que n'ha elaborat una gramàtica fonamental i un diccionari etimològic.

## Fonologia
La llengua té cinc vocals i nou consonants fonèmiques.

### Vocals
|         | Anterior | Central | Posterior |
| ------- | -------- | ------- | --------- |
| Tancada | i        |         | u         |
| Mitjana | e        |         | o         |
| Oberta  |          | a       |           |

- Les cinc vocals es corresponen amb les del castellà.

### Consonants
|           | bilabial | dental | alveolar | velar | glotal |
| --------- | -------- | ------ | -------- | ----- | ------ |
| nasal     | m        | n      |          | ŋ     |        |
| oclusiva  | p        | t      |          | k     | ʔ      |
| fricativa | β        |        |          |       | h      |
| vibrant   |          |        | ɾ        |       |        |

## Escriptura moderna
Avui dia es fa servir l'alfabet llatí per escriure el rapanui, així com les altres llengües polinèsies. L'alfabet té cinc vocals i nou consonants.
| Grafia       | AFI | Exemple  | Català           | Pronunciació aproximada                                                                             |
| A, a         | a   | aringa   | cara             | casa                                                                                                |
| E, e         | e   | era      | aquell           | préssec                                                                                             |
| H, h         | h   | hare     | casa             | So aspirat, com la h en anglès                                                                      |
| I, i         | i   | ivi      | os               | idea                                                                                                |
| K, k         | k   | koe      | tu               | cosa                                                                                                |
| M, m         | m   | maika    | plàtan           | mare                                                                                                |
| N, n         | n   | nui-nui  | gran             | nas                                                                                                 |
| Ng, ng, ŋ, g | ŋ   | ngangata | home             | blanca                                                                                              |
| O, o         | o   | oru      | porc             | gos                                                                                                 |
| P, p         | p   | poki     | nen              | pel·lícula                                                                                          |
| R, r         | ɾ   | rongo    | missatge         | pera                                                                                                |
| T, t         | t   | te       | el, la, els, les | pota                                                                                                |
| U, u         | u   | uma      | pit              | únic                                                                                                |
| V, v         | v   | viʻe     | dona             | beure                                                                                               |
| ’, ʻ         | ʔ   | toʻoku   | mi               | No té equivalent en català, és una consonant sorda produïda interrompent el flux d'aire a la glotis |

L'oclusiva glotal sorda es representa amb el signe ortogràfic ’ a l'escriptura. Du Feu opina que la retenció d'aquesta consonant oclusiva glotal es deu a l'aïllament geogràfic de l'illa al llarg dels anys. De la mateixa manera, les lletres d, f, g, s i els dígrafs ch i ll' s'empren per a les paraules d'origen estranger, sobretot les que provenen del castellà.

## Escriptura antiga
Juntament amb l'escriptura woleai de la Micronèsia, la societat rapanui va desenvolupar una forma d'escriptura coneguda com a rongorongo abans de l'arribada dels europeus o arran de la visita dels espanyols el 1770.
Malgrat moltes reivindicacions per part dels autors, es pot afirmar sens dubte que fins ara els signes rongorongo no han pogut ser desxifrats, car els ancians lletrats, els únics coneixedors d'aquesta escriptura o d'aquest codi mnemotècnic, van ser esclavitzats i deportats al Perú. A causa d'aquesta tragèdia aquests homes no van poder transmetre el coneixement dels rongorongo a altres generacions.
Avui dia queden pocs objectes autèntics gravats amb rongorongo, i una font d'informació existent podria ser la tradició oral dels ancians rapanui, així com les anotacions que va fer el pare Sebastian Englert als seus llibres de 1948 i de 1970. Dins del les narracions n'hi ha una que explica la creació d'una tauleta rongorongo i del text que conté. Aquesta és potser una pista per acabar de comprendre el codi rongorongo, però no s'ha trobat aquesta tauleta, i els experts encara dubten que hagi existit.
El sistema d'escriptura rongorongo se suposa que està compost de síl·labes i logogrames, imatges o símbols que representen un ésser, un objecte o una idea, però no paraules o frases fixes, i segons una tradició fou inventat cap als segles XII-XIII dC. A més a més, se sap amb certesa que el sentit de l'escriptura és un bustrofedon a l'inrevés. Això vol dir que es llegeix d'esquerra a dreta i de dreta a esquerra alternativament per línia. Per cada canvi de línia es fa girar la tauleta 180 graus, així la segona línia de glifs està capdalt i en un altre sentit. Una teoria sorprenent que va fer Guillaume de Hevesy als anys 30 assenyalava la relació genètica entre aquesta escriptura i l'escriptura de l'Indus per la semblança entre alguns dels signes del sistema proto-índic i el rongorongo, teoria que no ha tingut molt de suport.